# Sun-Yat-sen-Mausoleum

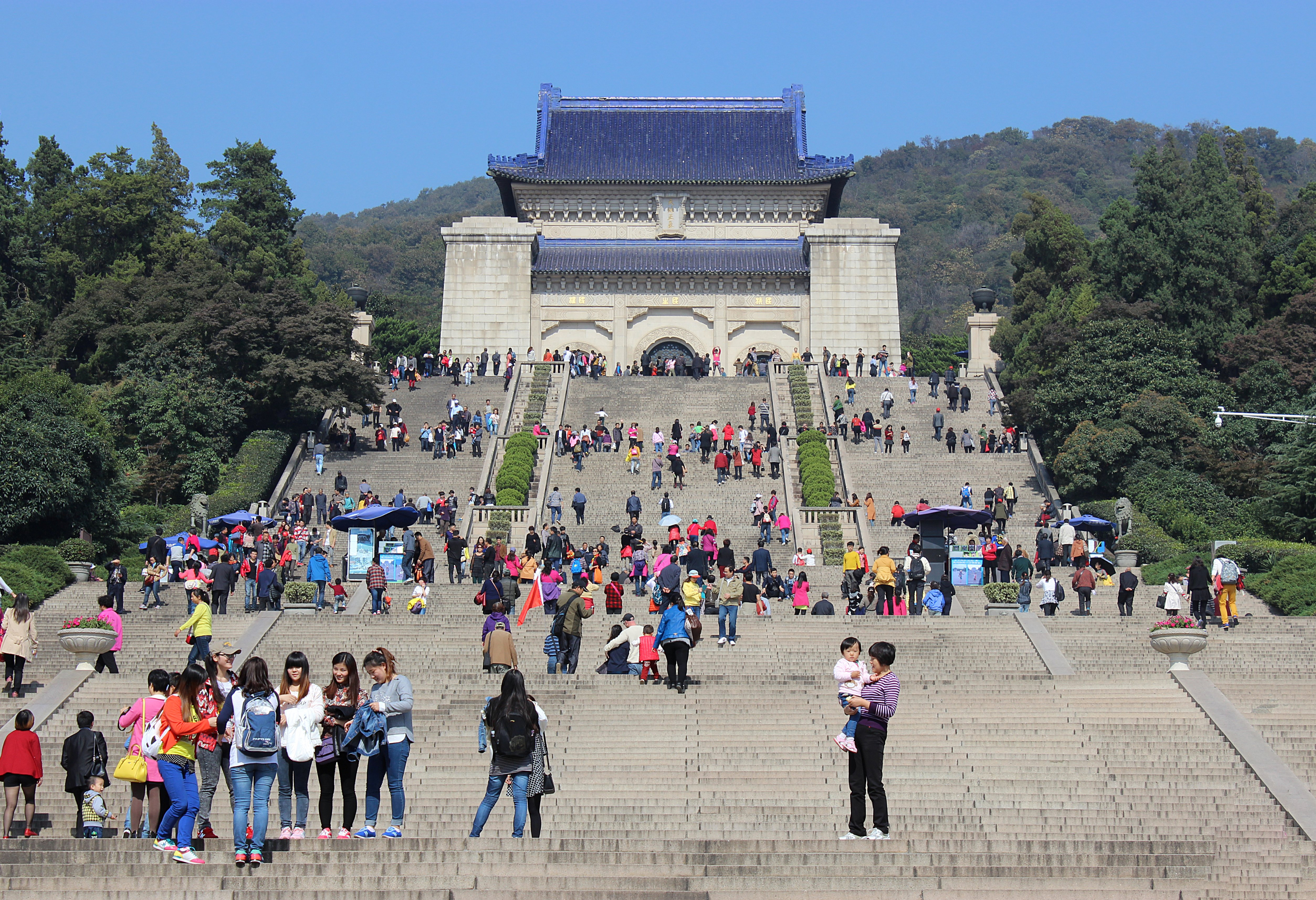
Blick über die Treppe aufwärts zum Mausoleum

Das Sun-Yat-sen-Mausoleum (chinesisch 中山陵, Pinyin Zhōngshān líng) ist das Grabmal für Sun Yat-sen, den ersten Präsidenten der Republik China, dessen Leichnam hier in einem verschlossenen Sarg liegt. Das Mausoleum befindet sich am Purpurberg in der chinesischen Stadt Nanjing. Es wurde in den Jahren 1926 bis 1929 nach Plänen des chinesischen Architekten Lu Yanzhi errichtet und im August 1933 eröffnet.

## Geschichte
Kurz vor seinem Tod wiederholte Sun Yat-sen einen bereits früher geäußerten Wunsch: „Ich wünsche mir, dass ich nach meinem Tod am Fuße des Purpurberges in Nanjing begraben werde, da, wo die Provisorische Regierung der Republik China gegründet wurde. Und wir sollten die Revolution von 1911 nie vergessen.“ Nach seinem Tod im Jahr 1925, veranstaltete die Staatsführung einen Architektenwettbewerb für ein würdiges Grabmal. Eine Kommission wählte den Entwurf von Lu Yanzhi (呂彥直) aus, weil er sich an traditionelle chinesische Bauten anlehnte. Von 1926 und 1929 entstand am Hang des Purpurberges die Anlage.
Im Jahr 1929 kam der Leichnam Sun Yat-sens in einem eigens angefertigten weißen Marmorsarg in das Ehrenmal.

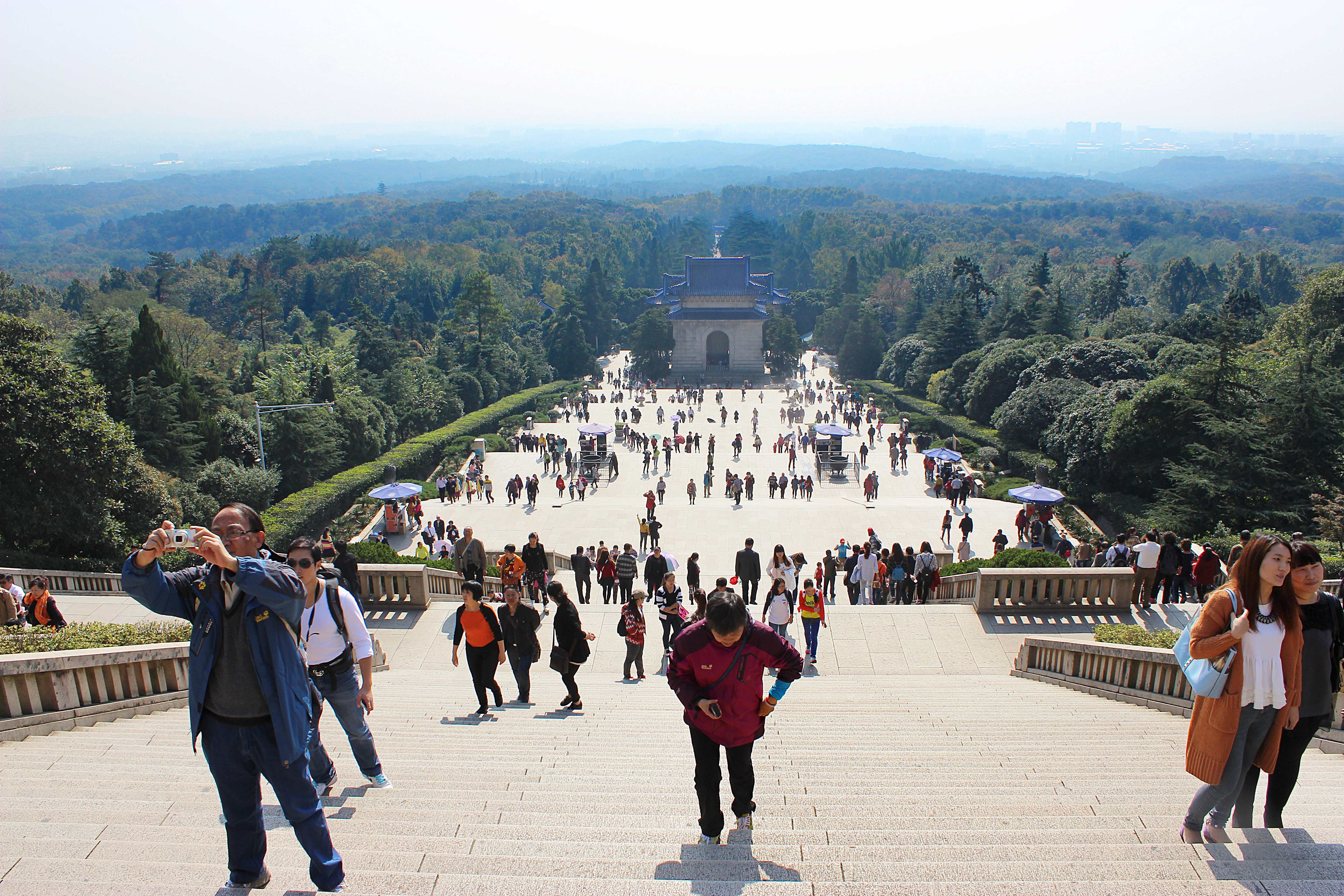
Blick vom Mausoleum abwärts zum Pavillon am Fuße der Treppe

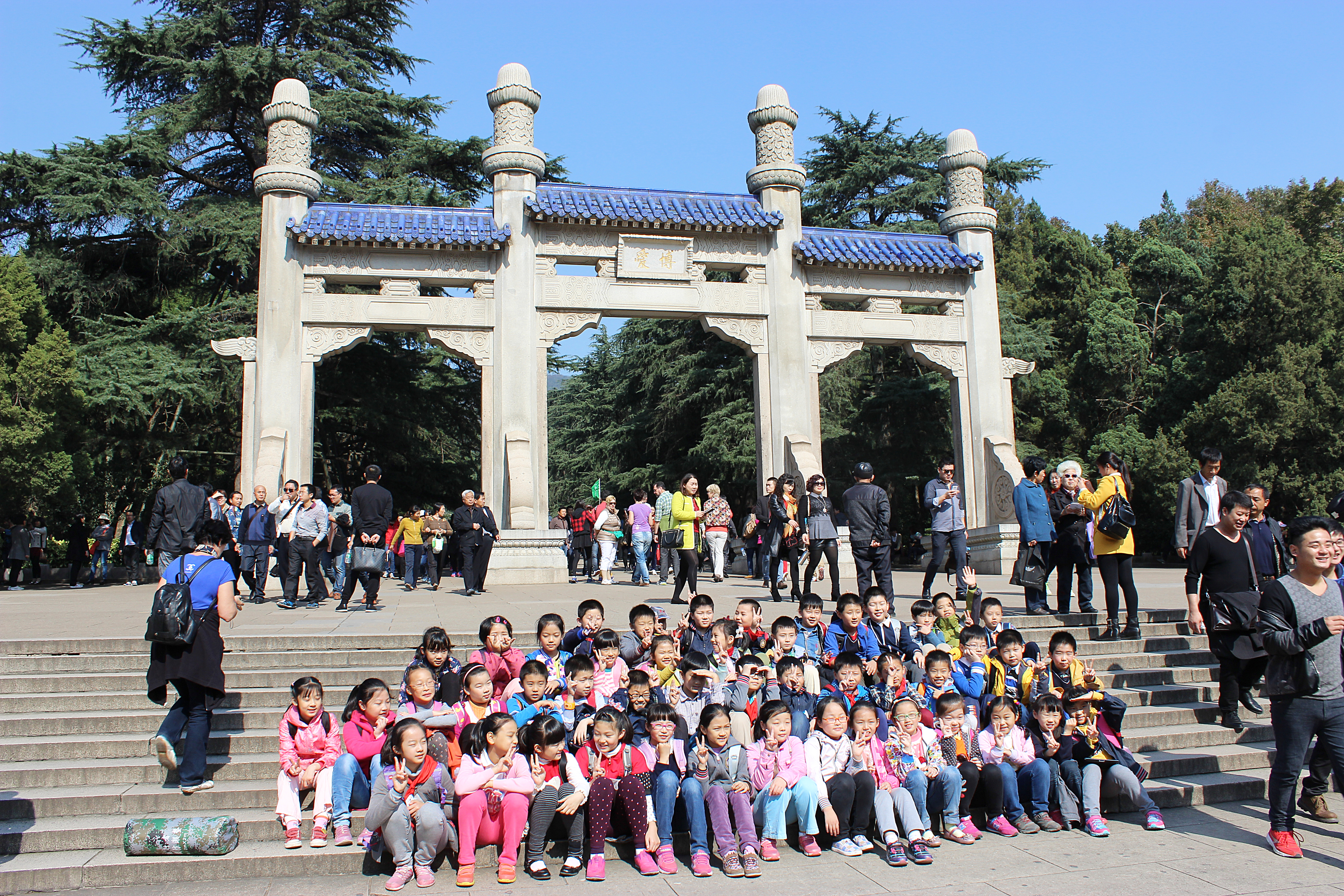
Schulklasse am Eingangstorbogen

Erst nach 1949, als die kommunistische Regierung Chinas die Rolle Sun Yat-sens in der Gründungsphase der Republik zunehmend anerkannt hatte, verbunden mit einer Annäherung an Taiwan, wurde das Mausoleum als historisch bedeutsame Gedenkstätte in Szene gesetzt. Täglich fahren viele Reisebusse mit Touristen zu der Anlage.
Im April 2005 stattete der taiwanische, frühere Kuomintang-Vorsitzende Lien Chan dem Mausoleum einen Besuch ab – der erste Besuch eines Kuomintang-Führungsmitglieds seit der Machtübernahme der Kommunisten 1949. Im November 2006 besuchte Suns 80-jährige Enkelin Sun Huiying das Mausoleum.

## Beschreibung
Das Gebäude auf dem Berg hat die Form einer Alarmglocke, gestaltet im chinesischen Pagodenstil. Baukundler sehen Ähnlichkeiten mit den monumentalen Gräbern der chinesischen Kaiser, vor allem mit dem Grab des ersten Ming-Kaisers, Hongwu, das sich etwa eine halbe Meile nach Westen auf dem gleichen Hang des Purpurberges befindet.
Die Gäste durchschreiten zunächst am Fuße der Anlage einen Erinnerungstorbogen mit der Aufschrift „Bo Ai“ (chinesisch für „Liebe“). Ein schwach aufwärts geneigter Weg führt an Gärten vorbei, begleitet von Informationstafeln über das Leben des Staatsgründers und von Pinien und Zypressen gesäumt. Am Fuße einer gewaltigen Treppe befindet sich ein Pavillon, in dem eine Gedenktafel zu Ehren Sun Yat-sens zu sehen ist und eine neun Meter hohe und vier Meter breite Stele, die lediglich vier geschnitzte chinesische Schriftzeichen enthält. Nach Durchquerung des Pavillons führt eine 480 Meter lange und 50 Meter breite Treppe mit 392 Stufen zum eigentlichen Mausoleum hinauf. Zwei Treppenteile im oberen Absatz umschließen ein stets mit Blumen in Symbolform bepflanztes Beet. Oben angekommen, stehen die Besucher vor drei Torbögen, ausgestattet mit symmetrischen Kupfertüren, die in die Gedenkanlage hineinführen. Der tempelartige Bau ist 30 Meter lang, 25 Meter breit und 29 Meter hoch.
In dessen Vorraum steht eine aus weißem Marmor geschlagene 4,60 Meter hohe Statue des sitzenden Sun Yat-sen, die Fahne der Kuomintang, ein weißer Stern auf blauem Grund, bildet ein Deckenmosaik.
Im Hauptraum, der sogenannten Opferhalle, befindet sich der Sarg Sun Yat-sens, dessen Deckel eine Marmorskulptur des liegenden Geehrten ziert.
Ein im Baustil angepasstes Gebäude ließ die chinesische Staatsführung im unteren Bereich der Gedenkanlage errichten. In dessen großer Halle wurde eine zweite Skulptur des sitzenden Sun Yat-sens aufgestellt, vor der ein roter Teppich liegt. In diesem mit roten Säulen und Emporen ausgestatteten Raum hält tagsüber eine Ehrenformation der chinesischen Armee in Paradeuniformen Wache, ihre Wachablösungen werden vor Publikum zelebriert.

Auf dem Gelände der Gedenkstätte sind neben Sun-Yat-sen auch seine Kampfgefährten Tan Yankai, Deng Yanda, Ōtsuki Kaoru und Lim Nee Soon beigesetzt.

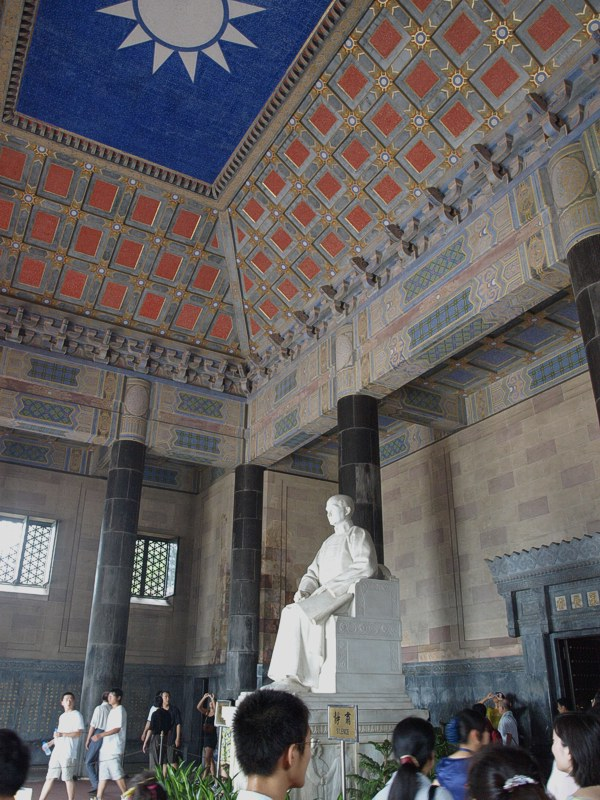
Die Statue von Sun-Yat-sen im Vorraum des Mausoleums; an der Decke das Emblem der Kuomintang
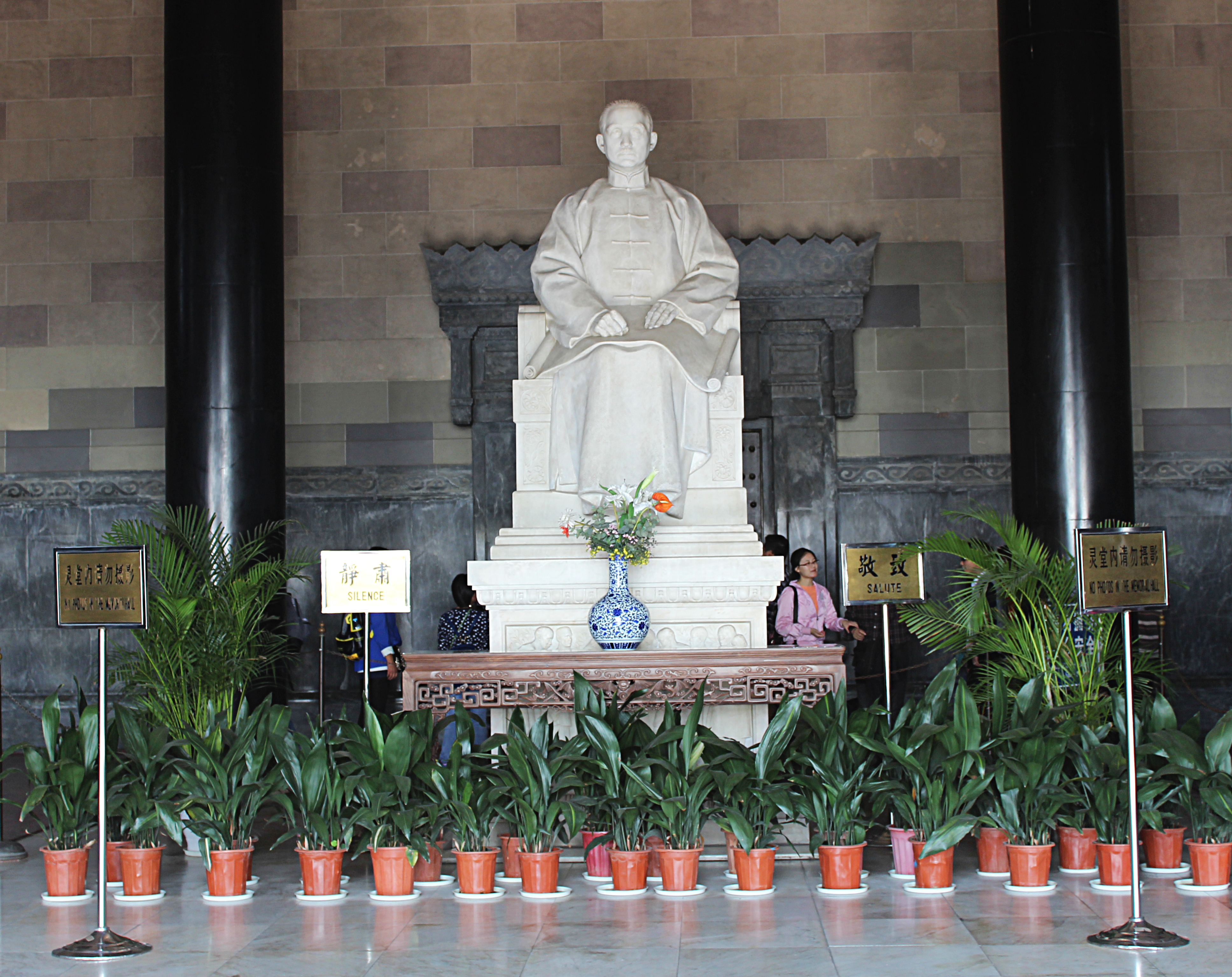
Die Statue von Sun-Yat-sen im Vorraum des Mausoleums
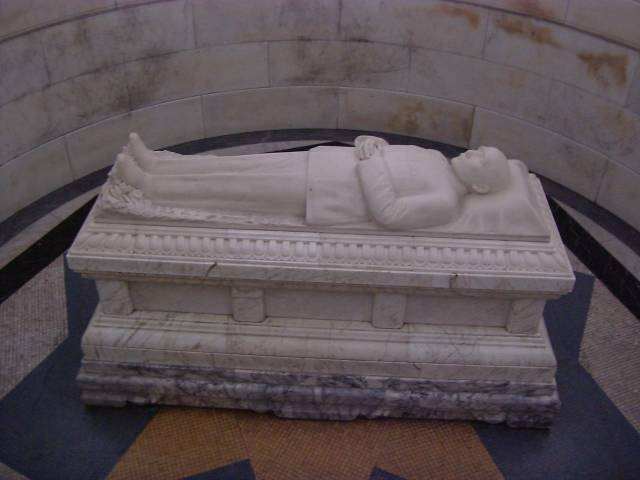
Der Sarg von Sun-Yat-sen in der Opferhalle des Mausoleums